# Nicolas Mignard
Nicolas Mignard (Troyes, 7 febbraio 1606 – Parigi, 20 marzo 1668) è stato un pittore e incisore francese, fratello di Pierre Mignard e una delle personalità di maggior spicco della pittura francese barocca della prima metà del seicento. Fu anche un eccellente incisore. Venne chiamato "Mignard d'Avignon".

## Biografia
Di sei anni più anziano del fratello Pierre, anch'egli pittore di talento, Nicolas nacque nella città di Troyes, nella provincia di Champagne il 7 febbraio 1606. L'artista presso il quale egli compì i suoi studi è rimasto sconosciuto: si sono fatte varie ipotesi, tra cui Jean Boucher. Tra il 1635 e il 1637 intraprese un viaggio di formazione in Italia e in particolare a Roma, dove rimase due anni e riprodusse dipinti di Annibale Carracci e di Francesco Albani.
Stabilitosi definitivamente ad Avignone, Nicolas si sposò e ricevette importanti incarichi da parte sia di privati notabili che di istituti religiosi e conventi. Per un appassionato dipinse Gli amori di Teagene e Cariclea. 
Nel 1660 fu chiamato a Parigi dal Cardinale Mazarino affinché lavorasse per il re Luigi XIV. Eseguì infatti decorazioni nel Palazzo delle Tuileries e a Fontainebleau.
Numerose sue opere si trovano nella Cattedrale di Notre-Dame-et-Saint-Véran a Cavaillon: nel retablo centrale un'Annunciazione,  nei retabli delle nicchie laterali: San Pietro, San Paolo, San Verano di Cavaillon e San Ludovico di Tolosa e Sant'Anna e la Vergine.
Noto ritrattista, ebbe modo di raffigurare i più illustri aristocratici francesi del tempo, tra i quali il grande drammaturgo e attore Molière.
Nel 1663 fu accolto come membro dall'Accademia delle Belle Arti, di cui in seguito divenne anche Rettore. L'anno seguente venne nominato pittore di corte e professore dell'Accademia. Morì a Parigi all'età di 63 anni.

## Alcune opere
- Vergine del Carmelo, chiesa di Saint-Jean-de-Malte di Aix-en-Provence.
- Vergine col Bambino, Museo di belle arti di Marsiglia.
- Vergine col Bambino e S. Giovannino, collezione privata.
- Marte e Venere, 1637 circa, Museo Granet, Aix-en-Provence.
- San Bruno, 1638, Museo Calvet, Avignone.
- Venere e Adone, 1650 circa, Institute of Art Minneapolis, .
- Il pastore Faustolo conduce Romolo e Remo dalla moglie, 1654, Meadows Museum Dallas.

## Galleria d'immagini

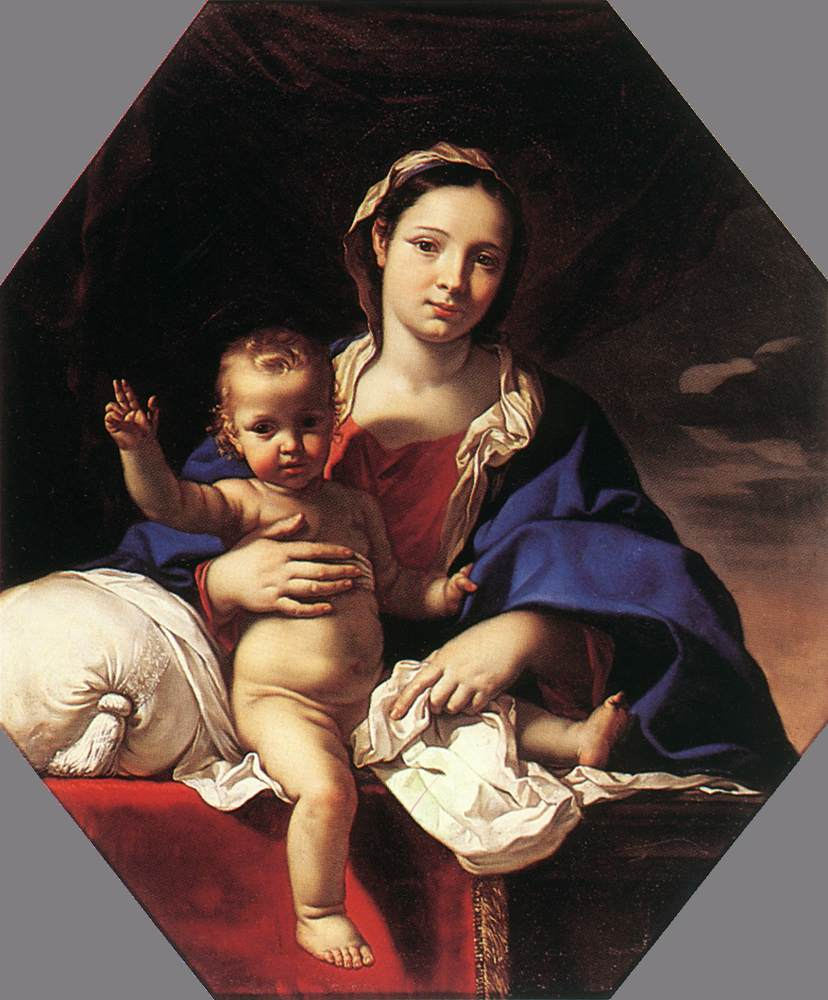
La Vergine col Bambino
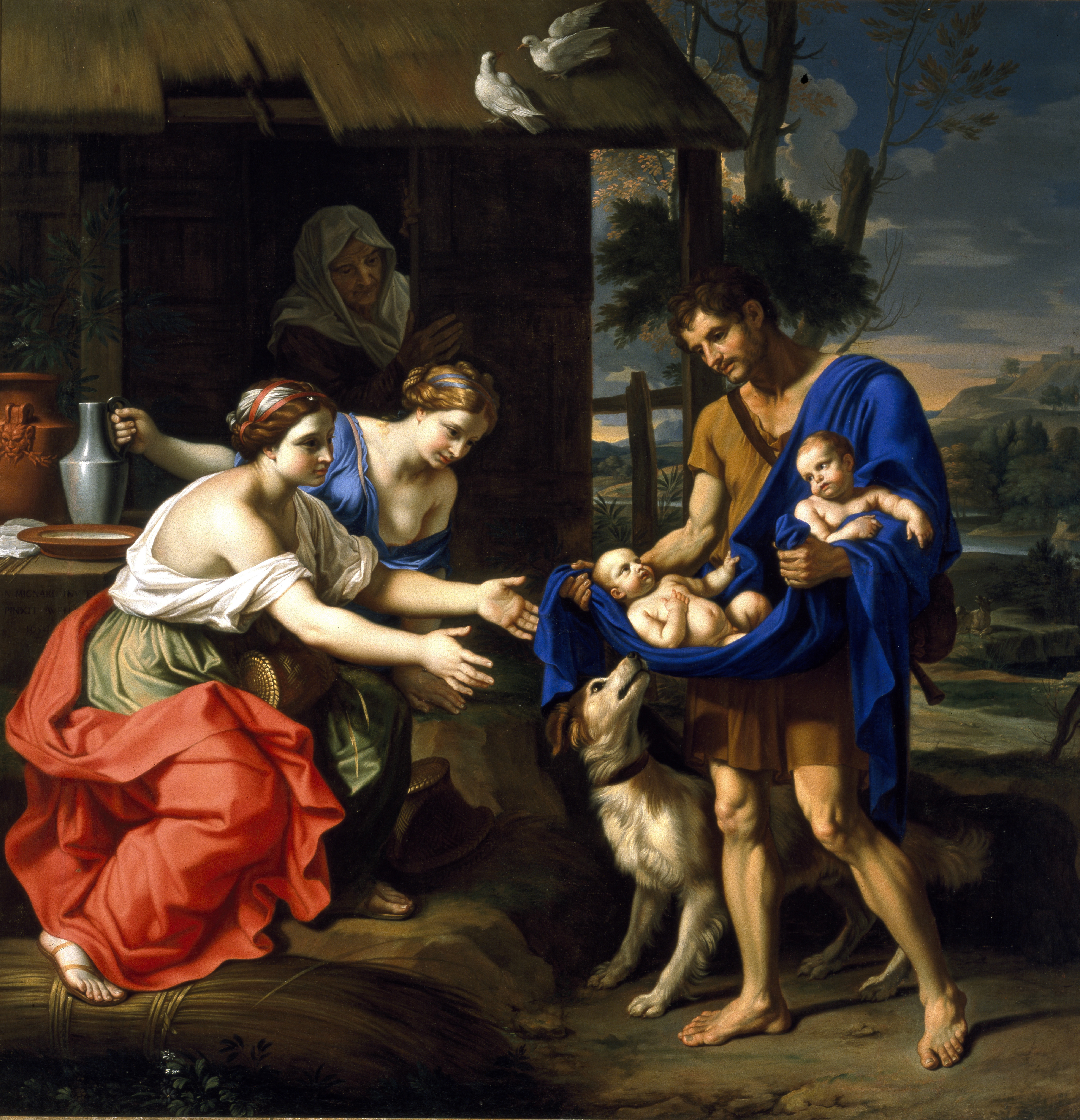
Faustolo conduce Romolo e Remo dalla moglie
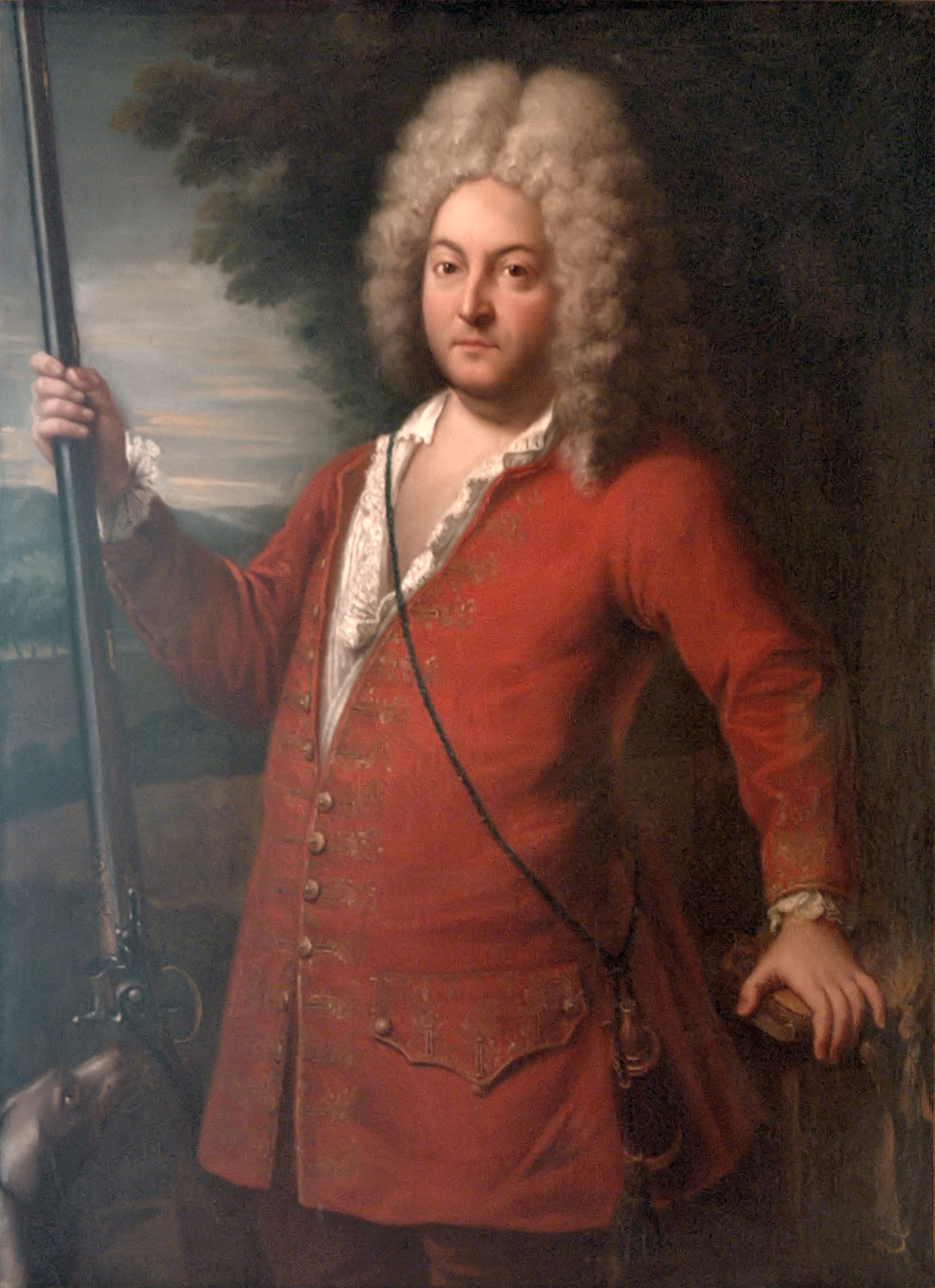
Samuel Bernard
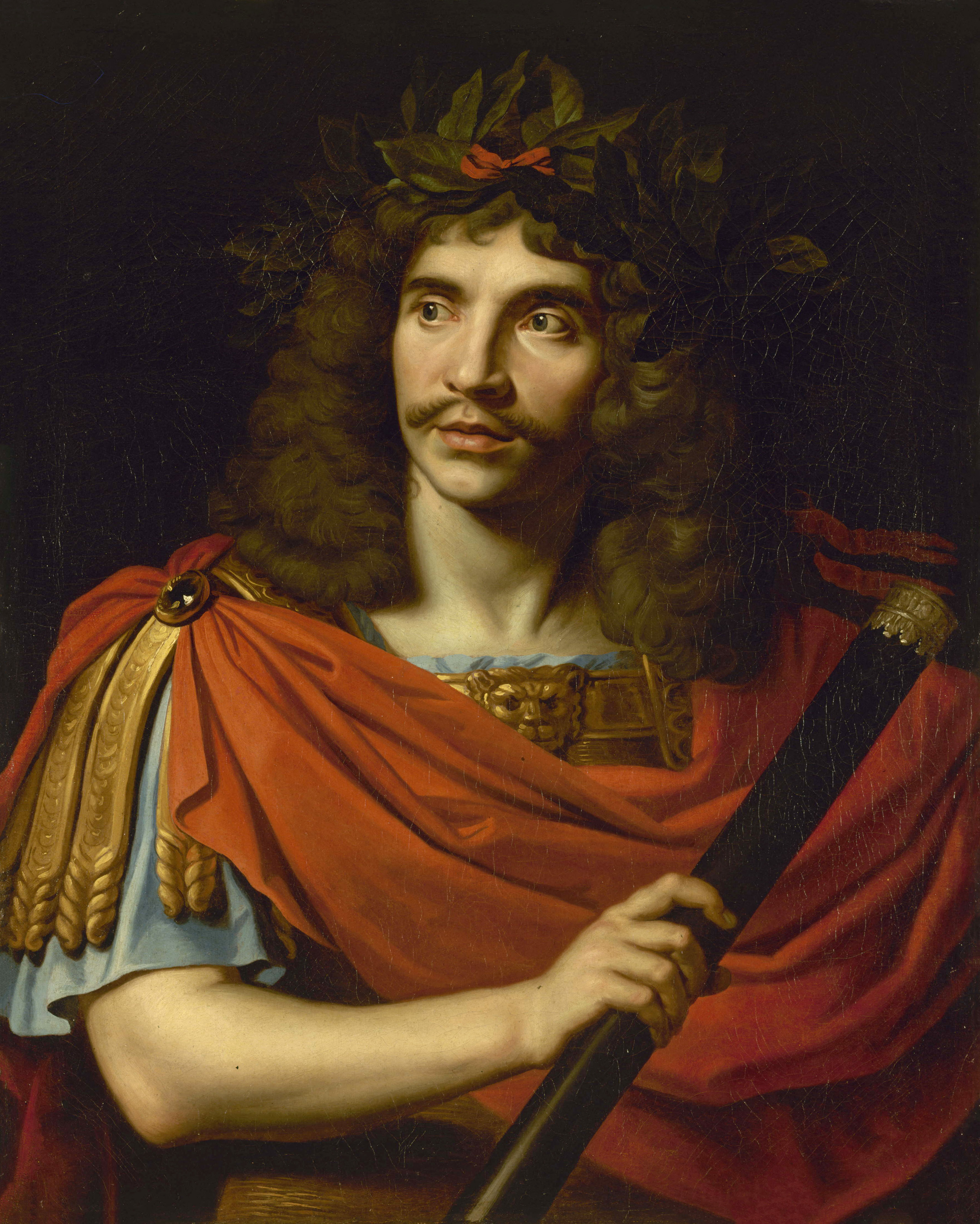
Molière
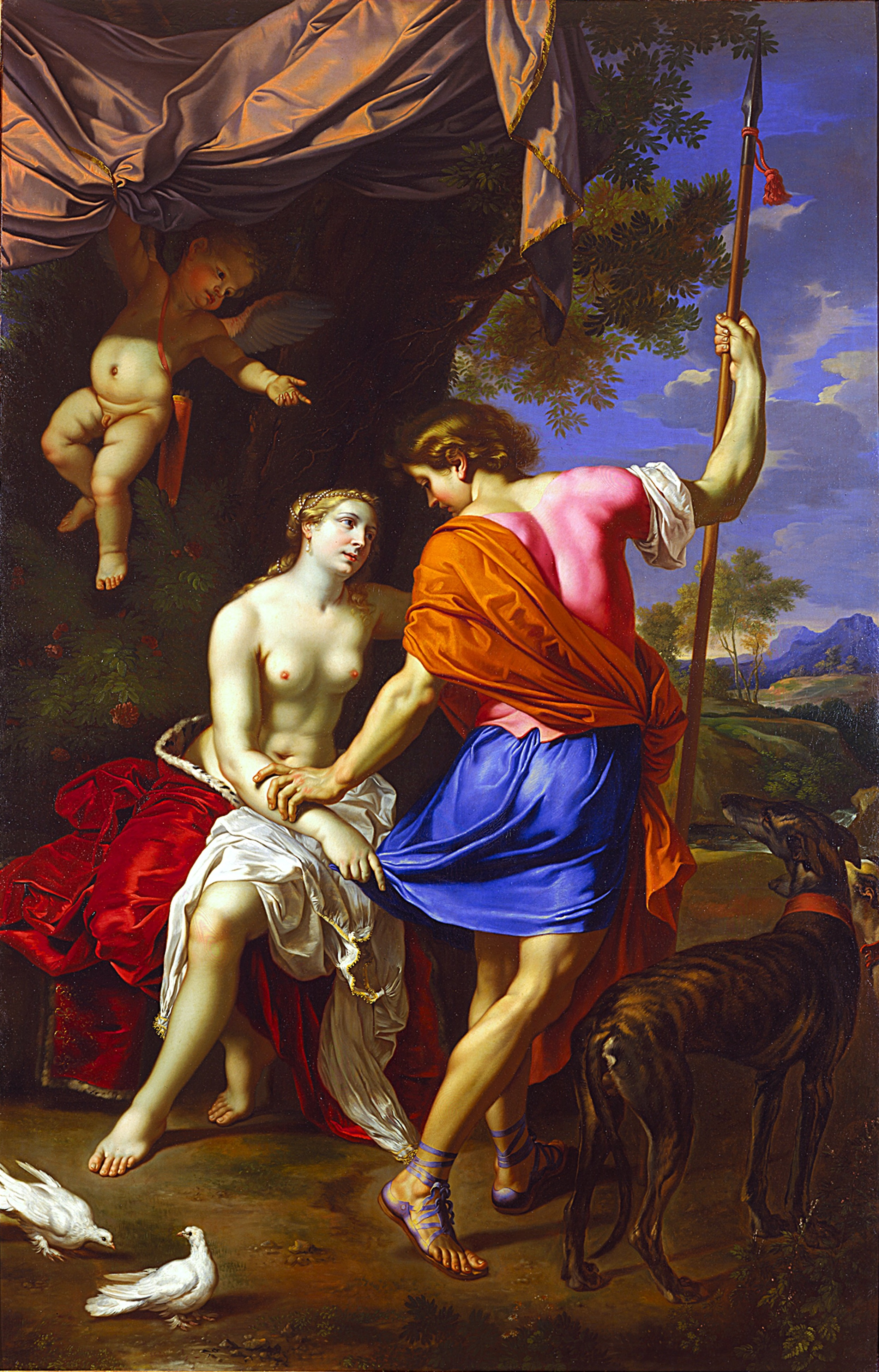
Venere e Adone